# Rue Franc-Nohain
Pour les articles homonymes, voir Nohain (homonymie).
La rue Franc-Nohain est une voie du 13e arrondissement de Paris, en France.

## Situation et accès
La rue Franc-Nohain est une voie publique située dans le 13e arrondissement de Paris. Elle débute au carrefour des rues Maryse-Bastié  et Théroigne-de-Méricourt, et se termine avenue Boutroux.

## Origine du nom
Elle porte le nom du poète et fabuliste Maurice Étienne Legrand, dit Franc-Nohain (1872-1934).

## Historique
Cette rue est ouverte par la Ville de Paris en 1956 et prend sa dénomination actuelle le 13 mars de la même année.